# Matollars xeròfits de l'Illa de Socotra
Els Matollars xeròfits de l'Illa de Socotra és una ecoregió coincident amb les illes de l'Arxipèlag de Socotra. L'illa de Socotra, la més extensa té un ecosistema exclusivament divers format per arbusts xèrics, zones muntanyoses seques i poblades d'arbusts endèmics, inclosos els dominants Croton socotranus i Jatropha unicostata. La zona ara corre el risc d'activitats humanes. La WWF descriu l'estat de conservació de l'Arxipèlag de Socotra com a "crític / en perill d'extinció"

## Clima
El clima és àrid i semiàrid tropical monsònic (classificació climàtica de Köppen: BWh i BSh), de juny a setembre tradicionalment l'illa era inaccessible a causa dels forts vents i el mal onatge. La mitjana anual de temperatures és de vora 25 °C.

## Diversitat
Socotra és considerada la joia de la biodiversitat al mar d'Aràbia.
A la dècada de 1990, un equip de biòlegs de les Nacions Unides va realitzar una enquesta sobre la flora i la fauna de l'arxipèlag. Comptaven prop de 700 espècies endèmiques, que no es trobaven enlloc més a la Terra; només Nova Zelanda, Hawaii, Nova Caledònia i les Illes Galàpagos tenen un nombre superior.
El llarg aïllament geològic de l'arxipèlag de Socotra i la seva ferotge calor i sequera s'han combinat per crear una flora endèmica única i espectacular. Els sondejos botànics de camp liderats pel Centre de Plantes d'Orient Mitjà, una part del Royal Botanic Garden d'Edimburg, indiquen que 307 de les 825 (37%) espècies de plantes de Socotra són endèmiques, és a dir, no es troben enlloc més a la Terra. Tota la flora de l'Arxipèlag de Socotra ha estat valorada per a la llista vermella de la UICN, amb 3 espècies vegetals en perill crític d'extinció i 27 en perill d'extinció reconegudes l'any 2004.

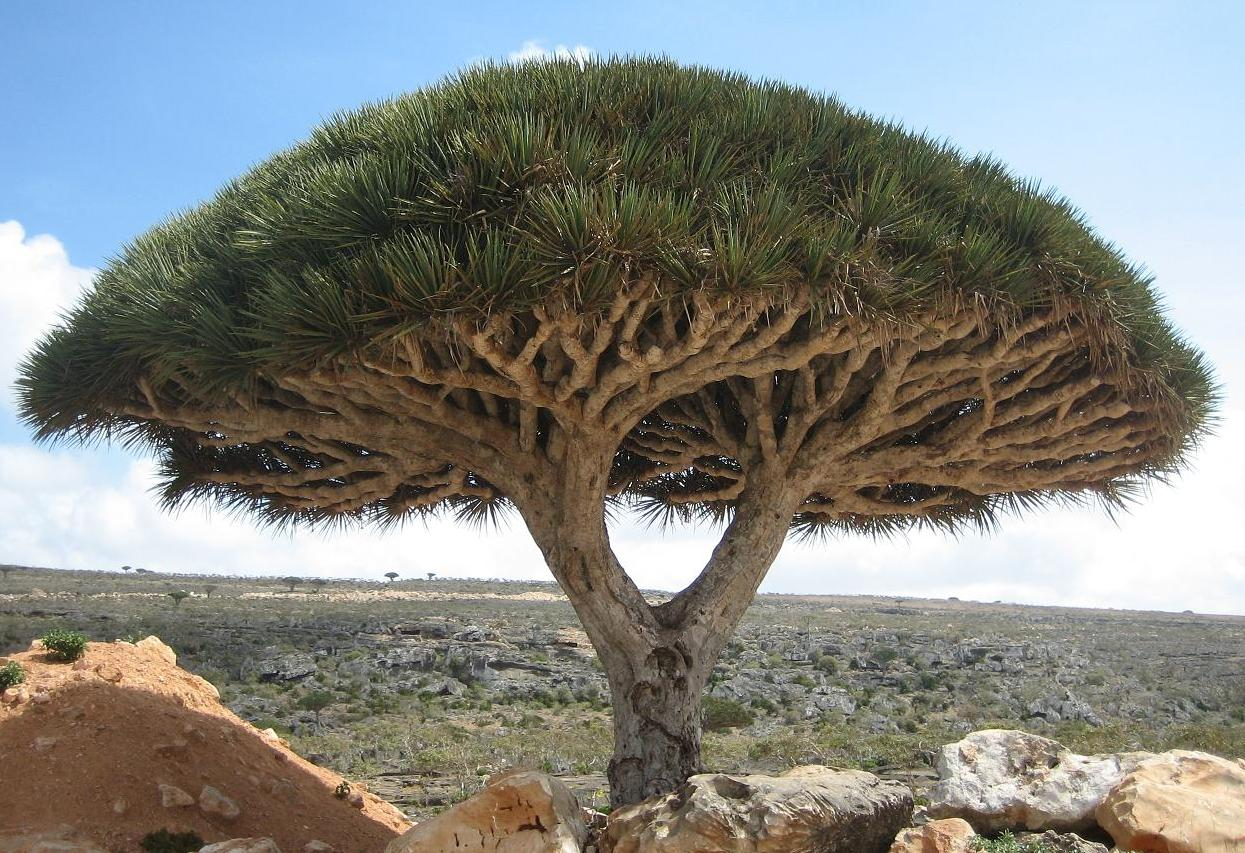
Arbre dragó de Socotra

Una dels més sorprenents de les plantes de Socotra és l'arbre de la sang del drac (Dracaena cinnabari), que és un arbre amb aspecte estrany. Es creia que la seva saba vermella era la sang del drac dels antics, buscada com a colorant i que avui es fa servir com a pintura i vernís. També foren importants en l'antiguitat els diversos àloes endèmics de Socotra, utilitzats medicinalment i per a cosmètics. Altres plantes endèmiques són l'arbre suculent gegant Dorstenia gigas, l'arbre cogombre Dendrosicyos socotranus, la rara magrana de Socotra (Punica protopunica), Aloe perryi i Boswellia socotrana.

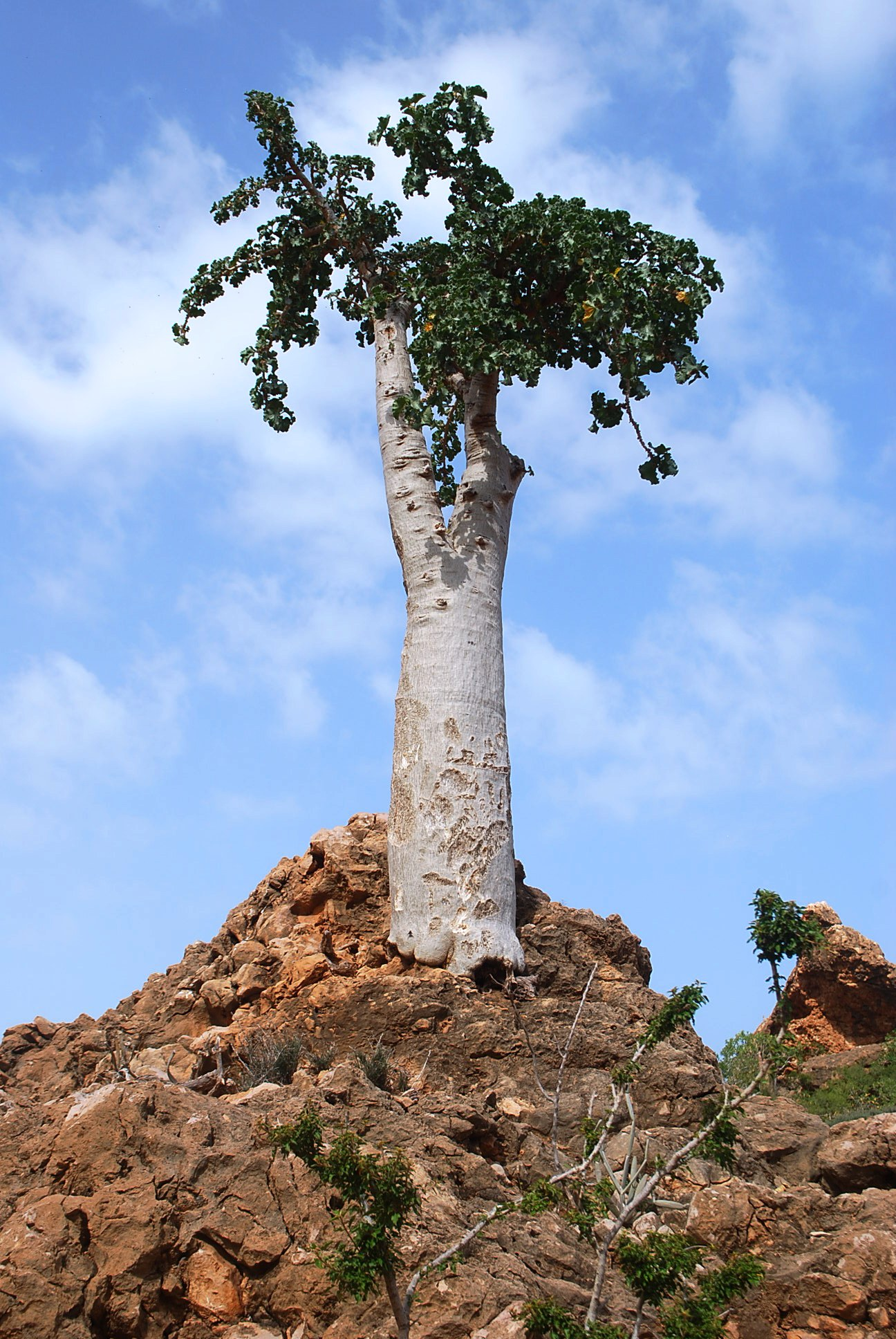
Arbre cogombre

El grup insular també compta amb una rica fauna, que inclou diverses espècies d'ocells endèmiques, com ara l'estornell de Socotra (Onychognathus frater), l'ocell de socotra (Nectarinia balfouri), l'emberízid Emberiza socotrana, la cistícola de Socotra (Cisticola haesitatus), el pardalet de Socotra (Passer insularis), el grosbeak d'ales daurades de Socotra (Rhynchostruthus socotranus) i una espècie d'un gènere monotípic, Incana incana. Moltes de les espècies d'aus estan en perill d'extinció per gats salvatges no autòctons. Amb un únic mamífer endèmic, 6 espècies d'aus endèmiques i sense amfibis, els rèptils constitueixen la fauna vertebrada socotrana més rellevant amb 31 espècies. Si s'exclouen les dues espècies introduïdes recentment, Hemidactylus robustus i Hemidactylus flaviviridis, totes les espècies natives són endèmiques. Hi ha un nivell molt alt d'endemisme tant a les espècies (29 del 31, 94%) com als nivells de gènere (5 del 12, 42%). A nivell d'espècie, l'endemisme pot ser encara més gran, ja que els estudis filogenètics han descobert una diversitat amagada substancial. Les espècies de rèptils inclouen escíncids, llangardaixos sense potes i una espècie de camaleó, Chamaeleo monachus. Hi ha molts invertebrats endèmics, incloent-hi diverses aranyes (com la taràntula Monocentropus balfouri) i tres espècies de crancs d'aigua dolça (una del gènere Socotra i dues del gènere Socotrapotamon).
Com en molts sistemes illencs aïllats, els ratpenats són els únics mamífers originaris de Socotra. En canvi, els esculls de corall de Socotra són diversos, amb moltes espècies endèmiques. Socotra també és una de llars de la papallona Bicyclus anynana.
Durant els dos mil anys d'assentament humà a les illes, l'entorn ha canviat lentament però contínuament, i segons Jonathan Kingdon, "els animals i les plantes que queden representen una fracció degradada del que abans existia" El Periple per la Mar d'Eritrea diu que l'illa tenia cocodrils i llangardaixos grans i la fauna reptiliana actual sembla que és molt minvada respecte llavors. Fins fa pocs segles, a l'illa hi havia rius i aiguamolls, majors poblacions d'arbres endèmics i pastures abundants. Els portuguesos van registrar la presència de búfals d'aigua a principis del segle xvii. Ara només hi ha barrancs de sorra i moltes plantes natives només sobreviuen quan hi ha una major humitat o protecció contra el bestiar. La resta de la fauna de Socotra està molt amenaçada per les cabres i altres espècies introduïdes.
Com a resultat de la guerra civil del Iemen del 2015 al Iemen continental, Socotra es va aïllar i els preus del gas es van tornar elevats, provocant que els residents es convertissin en llenya per escalfar. Al desembre de 2018, els Emirats Àrabs Units van enviar gas per cuinar als residents de Socotra per tal de frenar la desforestació causada pel tala d'arbres per a la fusta.

## Patrimoni Unesco
L'any 2008 la Unesco va reconèixer l'illa com a Patrimoni Natural de la Humanitat.